# Johann Ludwig von Cobenzl
Johann Ludwig von Cobenzl (ur. 21 listopada 1753 w Brukseli, zm. 22 lutego 1809 w Wiedniu) – austriacki mąż stanu i dyplomata. Jego ojcem był hrabia Johann Karl Philipp von Cobenzl (1712–1770), a dyplomata i polityk Philipp von Cobenzl (1741–1810) był jego kuzynem.
W roku 1772 J.L. von Cobenzl wstąpił do austriackich służb dyplomatycznych. Pierwsze kroki w służbach tych spędził w Galicji pod rozkazami jej namiestnika hrabiego Pergena, przyjaciela jego ojca. W Johann Ludwig von Cobenzl roku 1774 został posłem austriackim w Kopenhadze, następnie w roku 1777 w Berlinie i w roku 1779 w Petersburgu, gdzie przebywał i pracował aż do roku 1797.
Jako poseł w Berlinie miał postarać się, aby Królestwo Prus nie włączyło się do wojny o bawarską sukcesję. Nie udało mu się jednak osiągnąć tego celu.
Katarzyna Wielka przyjęła go w poczet najbliższych swoich doradców i współpracowników. Gdy w 1795 zadekretowano III rozbiór Polski, Cobenzl zagwarantował duży udział dla Monarchii Habsburgów pominiętej przy II rozbiorze.
We wrześniu roku 1795 Monarchia Habsburgów, Wielka Brytania i Rosja zawiązały sojusz przeciw Francuzom. Cobenzl negocjował w roku 1797 z Napoleonem Bonaparte pokój w mieście Udine. 17 października tego roku Cobenzl podpisał w imieniu Austrii pokój w Campo Formio.
Podobnie wyruszył potem na kongres w Rastatt i podpisał w 1801 pokój w Lunéville.
W latach 1801–1805 był kanclerzem (Staatskanzler) i ministrem spraw zagranicznych Austrii (od 1805 roku Cesarstwa Austriackiego).
Cobenzl był konserwatystą, monarchistą, absolutystą i wrogiem rewolucji